# 中间萤蔺
中间萤蔺（学名：Schoenoplectiella ×intermedia）为莎草科萤蔺属下的植物种，产于云南。